# Hawthorne Heights
Hawthorne Heights ist eine im Juni 2001 gegründete Post-Hardcore-Band aus Dayton, Ohio. Ihr ursprünglicher Bandname war „A Day in the Life“; die Band benannte sich aber parallel zum Wechsel ihrer Musik sowie ihrer Besetzung in Hawthorne Heights um. JT Woodruff ist der Frontsänger und spielt zugleich Gitarre, Matt Ridenour ist am E-Bass, Eron Bucciarellie spielt Schlagzeug, Casey Calvert und Micah Carli spielten Gitarre. Am 24. November 2007 starb Calvert völlig überraschend im Schlaf.

## Geschichte
Im Juni 2001 fanden sich die fünf Musiker in Dayton, Ohio zusammen, damals noch unter dem Namen A Day in the Life. Nach einigen Line-Up-Änderungen und Stiländerungen entschieden sie sich für den Namen „Hawthorne Heights“. Nach sporadischen Auftritten erschien im Jahre 2003 ihr erstes Demo, mit dem sie Tony Brummel, den Chef von Victory Records, überzeugen konnten, die Band unter Vertrag zu nehmen. Bei diesem Label brachten sie 2004 ihr Debütalbum The Silence in Black and White heraus. Aus Promotionsgründen folgen Auftritte auf der Vans Warped Tour 2004. Da sich das Album sehr gut verkaufte, erschien noch im selben Jahr eine Überarbeitung, die neben einem neuen Coverartwork auch zusätzliche Demo-Songs und einen DVD-Abschnitt enthält. Das Album verkaufte sich insgesamt fast 750.000 Mal und erreichte in den USA Goldstatus.
Danach tourte die Band mit Silverstein, Bayside und Spitalfield durch das Vereinigte Königreich. Im Anschluss an diese Tour gingen Hawthorne Heights mit beiden ersteren nochmal in den USA auf Tour, bis der Bayside-Drummer John „Beatz“ Holohan bei einem Busunfall ums Leben kam. Nach einigen Tagen ging die Tour ohne Bayside weiter.
Im Frühjahr 2006 erschien das zweite Album If Only You Were Lonely in Zusammenarbeit mit Produzent David Bendeth (Breaking Benjamin, Towers of London), welches sich nun etwas mehr dem Mainstream annähert. Noch bevor das Album herausgebracht wurde, tourte die Band mit Bullet for My Valentine, Still Remains und Aiden in Großbritannien, worauf eine weitere Tour mit Fall Out Boy in den USA folgte. Im November 2007 verstarb der Gitarrist Casey Calvert im Tourbus an den Folgen von Medikamentenmissbrauch. Auf Grund von starken Depressionen und Angstzuständen wurde Calvert medikamentös behandelt. Hinzu kamen Schmerzmittel zur Behandlung von akuten Zahnschmerzen. Der Medikamentenmix aus Schmerzmitteln in Verbindung mit Clonazepam führte wohl zu einem Erstickungsanfall, den Calvert nicht überlebte. Die Band entschloss sich zu viert weiterzumachen.
Am 5. August 2008 veröffentlichte Hawthorne Heights das Album Fragile Future wieder bei Victory Records. Das nächste Studioalbum Skeletons folgte am 1. Juni 2010 bei Wind-Up Records. Kurz darauf veröffentlicht Victory Records ein Best-of-Album unter dem Titel Midwesterners: The Hits. Im Juli 2011 verließ die Band das Label Wind-up Records und die Mitglieder begannen ihr eigenes Label Cardboard Empire aufzubauen. Von Cardboard Empire wurde am 23. August 2011 die erste Extended Play einer geplanten Trilogie veröffentlicht. Diese EP heißt Hate und enthält neun Lieder.

## Stil
Mit drei Gitarristen sowie einem Bassisten und einem Schlagzeuger unterschieden sich Hawthorne Heights von anderen Rockbands; Bands dieser Größe bestehen in der Regel aus zwei Gitarristen (Rhythm und Lead). Durch diese Zusammensetzung jedoch werden besondere Live Guitar Harmonies und Counter-Melodies ermöglicht. Ebenso werden musikalische Übergänge zwischen Effekten wie Distortion und Chorus möglich, indem ein anderer Gitarrist den nächsten Part spielt. Es entstehen Übergänge, die bei einem einzelnen Instrument nicht sauber wirken würden. Beteiligt sind in der Regel zwei Gitarristen. Diese Übergänge werden im Studio oftmals in zwei Teilen aufgenommen und später so gemischt, dass der gewünschte Sound entsteht.

## Diskografie

### Studioalben
| Jahr | Titel Musiklabel                                                           | Höchstplatzierung, Gesamtwochen, AuszeichnungChartplatzierungen (Jahr, Titel, Musiklabel, Platzierungen, Wochen, Auszeichnungen, Anmerkungen) | Höchstplatzierung, Gesamtwochen, AuszeichnungChartplatzierungen (Jahr, Titel, Musiklabel, Platzierungen, Wochen, Auszeichnungen, Anmerkungen) | Anmerkungen                                                |
| Jahr | Titel Musiklabel                                                           | UK | US | Anmerkungen                                                |
| ---- | -------------------------------------------------------------------------- | --- | --- | ---------------------------------------------------------- |
| 2004 | The Silence in Black and White Victory Records                             | — | US56 Gold · (67 Wo.)US | Erstveröffentlichung: 1. Juni 2004 Verkäufe: + 500.000     |
| 2006 | If Only You Were Lonely Victory Records                                    | UK85 (1 Wo.)UK | US3 Gold · (17 Wo.)US | Erstveröffentlichung: 28. Februar 2006 Verkäufe: + 500.000 |
| 2008 | Fragile Future Victory Records                                             | — | US23 (5 Wo.)US | Erstveröffentlichung: 5. August 2008                       |
| 2010 | Skeletons Wind-Up Records                                                  | — | US50 (1 Wo.)US | Erstveröffentlichung: 1. Juni 2010                         |
| 2013 | Zero Red Entertainment                                                     | — | US118 (1 Wo.)US | Erstveröffentlichung: 25. Juni 2013                        |
| 2014 | The Silence in Black and White Acoustic Cardboard Empire / InVogue Records | — | — | Erstveröffentlichung: 15. April 2014                       |
| 2018 | Bad Frequencies Pure Noise Records                                         | — | — | Erstveröffentlichung: 27. April 2018                       |
| 2021 | The Rain Just Follows Me Pure Noise Records                                | — | — | Erstveröffentlichung: 10. September 2021                   |
| 2023 | If Only You Were Lonely XV Skeleton Club                                   | — | — | Erstveröffentlichung: 1. Dezember 2023                     |

### EPs
- 2008: Rhapsody Originals
- 2011: Hate
- 2012: Stripped Down to the Bone
- 2012: Hope
- 2015: Hurt
- 2023: Lost Lights

Weitere Veröffentlichungen
- 2006: This Is Who We Are
- 2010: Midwesterners: The Hits

### Singles
| Jahr | Titel Album                                | Höchstplatzierung, Gesamtwochen, AuszeichnungChartplatzierungen (Jahr, Titel, Album, Platzierungen, Wochen, Auszeichnungen, Anmerkungen) | Höchstplatzierung, Gesamtwochen, AuszeichnungChartplatzierungen (Jahr, Titel, Album, Platzierungen, Wochen, Auszeichnungen, Anmerkungen) | Anmerkungen                                             |
| Jahr | Titel Album                                | UK | US | Anmerkungen                                             |
| ---- | ------------------------------------------ | --- | --- | ------------------------------------------------------- |
| 2005 | Ohio Is for Lovers If Only You Were Lonely | — | US— GoldUS | Erstveröffentlichung: 14. Juni 2005 Verkäufe: + 500.000 |
| 2006 | Saying Sorry If Only You Were Lonely       | UK87 (1 Wo.)UK | — | Erstveröffentlichung: 22. Mai 2006                      |

Weitere Singles
- 2005: Niki FM
- 2005: Silver Bullet
- 2006: This Is Who We Are
- 2006: Pens and Needles
- 2008: Rescue Me
- 2008: Somewhere in Between
- 2010: Nervous Breakdown
- 2010: Drive
- 2010: Bring You Back
- 2012: New Winter
- 2013: Golden Parachutes
- 2013: Taken by the Dark
- 2015: The Darkest Times
- 2017: Push Me Away
- 2018: Pink Hearts
- 2018: Just Another Ghost
- 2019: Hard to Breathe
- 2021: Constant Dread (feat. Brendan Murphy)
- 2023: Lucerne Valley